# シェラトン都ホテル大阪
シェラトン都ホテル大阪（シェラトンみやこホテルおおさか、英: Sheraton Miyako Hotel Osaka）は、大阪府大阪市天王寺区上本町六丁目にあるホテル。マリオット・インターナショナルのグループホテルの1つである。運営は近鉄グループの近鉄・都ホテルズ。

## 概要
1985年10月、上本町駅（現・大阪上本町駅）のターミナル整備計画により同駅に隣接する21階建ての高層ホテル「都ホテル大阪」として開業。設計は村野藤吾。
その後、カールソン・ホテルズ・ワールドワイド（現：カールソン・レジドール・ホテルズ）と提携し、「ラディソン都ホテル大阪」と改称。2007年4月1日、スターウッド・ホテル&リゾート（当時）のシェラトンブランドの1つの「シェラトン都ホテル大阪」として、リニューアルオープン。

## 特徴
スイートルーム24室を含む全575室。18階は、エグゼクティブフロアとなっている。10のレストラン、ラウンジバー、サウナ、ラケットボールコート、ビジネスセンター、屋上庭園、茶室がある。全客室には高速インターネット回線を完備。国際会議も可能な3000人収容の大宴会場を備える。なお、大宴会場部分など一部は駅ホーム上にある上本町駐車場およびボウリング場「上本町近鉄ボウル」（1973年開業、1983年閉鎖）を改築したものである。この宴会場屋根部分を利用して2009年には太陽光発電装置を設置した。プラチナエリート以上のマリオット会員はクラブラウンジを利用できる。

## 設備

### レストラン
- 日本料理「うえまち」3F
- 中国料理「四川」3F　陳建民の数少ない直弟子・尹東成が初代料理長を務めた
- レストラン&ラウンジ「eu（ゆう）」2F
- バー「eu（ゆう）」2F
- カフェ&グルメショップ「カフェベル」M2F
- レストランアベニュー:旨い肴の店「操舵」、とうふ大阪料理「のりたけ」、お好み焼き・鉄板焼き「ぷれじでんと千房」

※B1F鉄板焼「松阪」は2016年5月22日を以て閉店。
※21Fバイキング&カクテルラウンジ 「トップオブミヤコ」は2022年12月31日を以て閉店。

### 宴会場
大宴会場
「浪速の間」、「大和の間」4F
中宴会同窓会場
「三笠の間」、「春日の間」、「明日香の間」、「金剛の間」、「葛城の間」、「伊勢の間」、「志摩の間」3F
小宴会場
「クリスタルルーム」、「エメラルドルーム」、「ローズルーム」、「マーガレットルーム」20F
会議室
「カトレア」、「コスモス」、「フリージア」、「アイリス」、「ライラック」、「パンジー」、「サルビア」、「スイートピー」、「ジャスミン」5F
控室
「松の間」、「竹の間」4F

「秋篠の間」、「真珠の間」3F

### 挙式場
- チャペル「グレースホール」3F
- チャペル「オラシオン」4F
- 神前式場「福寿殿」4F

### その他
- 「都ヘルスクラブ」
- 「ヤマノ ビューティウェルネス 山野愛子美容室」

## アクセス
- 鉄道
  - 大阪上本町駅に隣接
  - 谷町九丁目駅徒歩5分
- バス
  - 関西国際空港・大阪国際空港（伊丹空港）からリムジンバスが運行されている。